# Hraniční přechod Taba
Hraniční přechod Taba (hebrejsky: מעבר טאבה, Ma'avar T'aba, arabsky:معبر طابا) je hraniční přechod mezi Izraelem a Egyptem určený pro silniční přepravu.
Nachází se v nadmořské výšce cca 9 metrů cca 8 kilometrů jihovýchodně od Ejlatu. Na dopravní síť je na izraelské straně napojen pomocí dálnice číslo 90.

## Dějiny

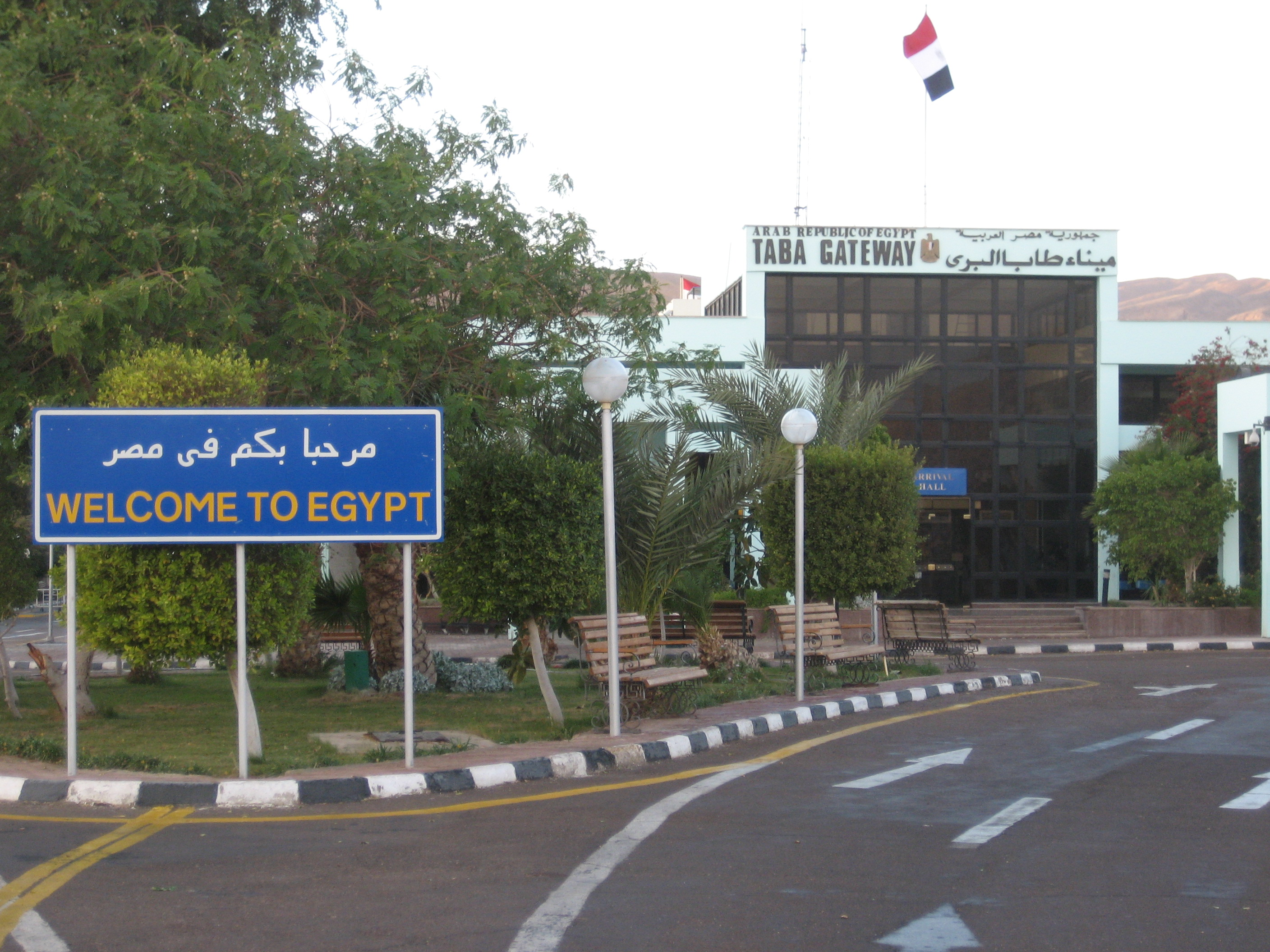
Hraniční přechod z egyptské strany

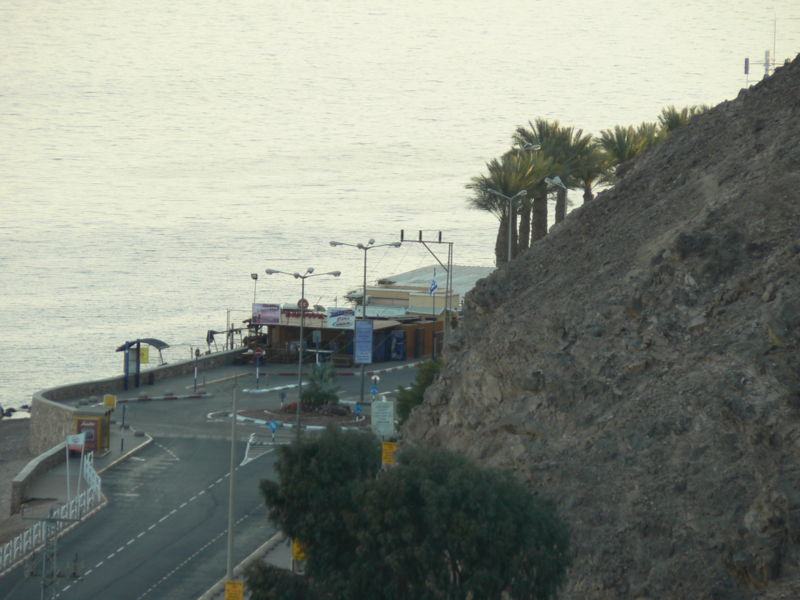
Hraniční přechod z izraelské strany, pohled z okolních svahů

Hraniční přechod Taba byl otevřen 26. dubna 1982 v důsledku podpisu Egyptsko-izraelské mírové smlouvy, kdy se Izrael stáhl z okupovaného území Sinajského poloostrova. Zpočátku šlo o provizorní objekt. Jeho finální umístění bylo určeno až po rozhodnutí mezinárodní arbitráže, která v roce 1988 přiřkla území letoviska Taba Egyptu. Poté terminál přešel na nepřetržitý provoz 24 hodin denně v souvislosti s nárůstem turistického ruchu včetně Izraelců mířících do hotelů v Tabě, zbudovaných zde původně Izraelem. Nová budova hraničního přechodu byla slavnostně otevřena v září 1995. Náklady na její výstavbu dosáhly 3 miliony dolarů. Roku 1999 zaznamenal hraniční přechod rekordní počet odbavených osob. V následujících letech kvůli druhé intifádě ovšem provoz opadl.

## Statistika
Přechod vykazuje po skončení druhé intifády trvale rostoucí počet odbavených osob. Počet odbavených vozů stagnuje.
| Rok   | 2003    | 2004    | 2005    | 2006    | 2007      | 2008      | 2009      |
| ----- | ------- | ------- | ------- | ------- | --------- | --------- | --------- |
| Počet | 725 374 | 991 421 | 783 672 | 648 542 | 1 145 422 | 1 433 892 | 1 140 968 |

| Rok   | 2002   | 2003   | 2004   | 2005   | 2006   | 2007   | 2008   | 2009   |
| ----- | ------ | ------ | ------ | ------ | ------ | ------ | ------ | ------ |
| Počet | 31 026 | 45 555 | 48 692 | 27 170 | 22 546 | 36 297 | 21 936 | 16 834 |